# Triepeolus quadrifasciatus
Triepeolus quadrifasciatus là một loài Hymenoptera trong họ Apidae. Loài này được Say mô tả khoa học năm 1823.